# 青岛地铁2号线
青岛地铁2号线是中华人民共和国山东省青岛市轨道交通的一条地铁线路，标志色为深红色。该线是胶州湾东岸青岛主城区内的主干线路，是全市第二条投入运营的地铁线路。

## 线路
2号线全长约37.4 km，先后贯穿市南区、市北区、崂山区和李沧区。线路自台西半岛日喀则路南端起，向东北途经四川路、莘县路、堂邑路、馆陶路、恩县路、长山路，后向东途经泰山路、辽宁路，再向西南途经台东一路、延安三路，后向东途经香港中路、香港东路，再向西北途经深圳路，向北途经青山路后折向西途经枣山路，再向北途经京口路、夏庄路，折向东途经金水路后斜向东北途经龙川路至长水路松岭路路口接11号线。

## 车辆基地
2号线在辽阳东路站西北侧设辽阳东路车辆基地。车辆基地主要承担2号线车辆检修停放及2、4、5号线车辆大、架修任务，由中铁十一局集团承建。运营控制中心及应急指挥中心位于车辆基地辅楼，由中青建安建设集团有限公司承建。设置2座35 kV电源开闭所（台东站和辽阳东路站）、11座牵引降压混合变电所、12座降压变电所、7座跟随式降压变电所，各类变电所均设变电所综合自动化系统，中压供电网络采用牵引和动力照明混合供电网络。

## 车站
2号线沿途共设33座车站，全部为地下站，站台采用封闭式高站台门。
| 编号 | 名称           | 等级         | 站台形式 | 站间距 （m） | 中心里程 （m） | 换乘线路               |
| ---- | -------------- | ------------ | -------- | ------------ | -------------- | ---------------------- |
| 233  | 四川路（轮渡） | 设备集中站   | 岛式     |              | AK21+250       |                        |
| 232  | 小港           | 非设备集中站 | 岛式     | 1895         | AK23+145       |                        |
| 231  | 国际邮轮港     | 非设备集中站 | 岛式     | 0952         | AK24+097       |                        |
| 230  | 泰山路         | 设备集中站   | 岛式     | 0626         | K24+723        | 4号线                  |
| 229  | 利津路         | 非设备集中站 | 岛式     | 1229         | K25+943        | 昌乐路站：4号线、5号线 |
| 228  | 台东           | 非设备集中站 | 侧式     | 0762         | K26+712        | 1号线                  |
| 227  | 海信桥         | 非设备集中站 | 岛式     | 1096         | K27+816        |                        |
| 226  | 芝泉路         | 设备集中站   | 岛式     | 0878         | K28+688        |                        |
| 225  | 五四广场       | 非设备集中站 | 侧式     | 1555         | K30+243        | 3号线、8号线           |
| 224  | 浮山所         | 非设备集中站 | 岛式     | 0928         | K31+171        |                        |
| 223  | 燕儿岛路       | 非设备集中站 | 岛式     | 1038         | K32+209        | 7号线                  |
| 222  | 高雄路         | 非设备集中站 | 岛式     | 0802         | K33+011        |                        |
| 221  | 麦岛           | 设备集中站   | 岛式     | 1160         | K34+171        | 5号线                  |
| 220  | 海游路         | 非设备集中站 | 岛式     | 1156         | K35+327        |                        |
| 219  | 海川路         | 非设备集中站 | 岛式     | 1005         | K36+332        |                        |
| 218  | 海安路         | 设备集中站   | 岛式     | 1225         | K37+557        |                        |
| 217  | 石老人浴场     | 非设备集中站 | 岛式     | 1547         | K39+104        | 5号线                  |
| 216  | 苗岭路         | 非设备集中站 | 岛式     | 1043         | K40+147        | 蓝谷快线               |
| 215  | 同安路         | 设备集中站   | 岛式     | 1496         | K41+643        |                        |
| 214  | 辽阳东路       | 非设备集中站 | 岛式     | 0815         | K42+458        | 4号线                  |
| 213  | 东韩           | 非设备集中站 | 岛式     | 1483         | K43+941        |                        |
| 212  | 华楼山路       | 非设备集中站 | 岛式     | 2255         | K46+196        |                        |
| 211  | 枣山路         | 非设备集中站 | 岛式     | 0906         | K47+102        |                        |
| 210  | 李村           | 非设备集中站 | 岛式     | 1071         | K48+173        | 3号线                  |
| 209  | 李村公园       | 设备集中站   | 岛式     | 0937         | K49+110        |                        |
| 208  | 下王埠         |              | 岛式     | 1595         | AK50+705       | 15号线                 |
| 207  | 佛耳崖         |              | 岛式     | 1085         | AK51+790       |                        |
| 206  | 合川路         |              | 岛式     | 1110         | AK52+900       |                        |
| 205  | 汉川路         |              | 岛式     | 1090         | AK53+990       |                        |
| 204  | 宾川路         |              | 岛式     | 0985         | AK54+975       |                        |
| 203  | 院士港         |              | 岛式     | 1160         | AK56+135       |                        |
| 202  | 世园大道       |              | 岛式     | 1165         | AK57+300       |                        |
| 201  | 世博园         |              | 岛式     | 0965         | AK58+265       | 蓝谷快线               |

## 运营
2号线一期工程建设泰山路站～李村公园站区间，其中东段（芝泉路站～李村公园站区间18站）于2017年12月10日试运营，全线（不含海信桥站）于2019年12月16日试运营。2号线一期工程调整延长段（轮渡站～泰山路站）于2019年10月31日开工，于2024年12月18日开通运营。
2号线为双线单向右侧行车，泰山路站至李村公园站方向为上行，反之为下行。运营时间为每日下行6:04至22:40、上行6:15至22:50。运行周期102分30秒，单程运行时间为上行45分29秒、下行47分，旅行速度约为上行32.17 km/h、下行31.13 km/h，平均站间运行时间约1.6分钟。高峰期最短行车间隔为4分25秒。

## 车辆

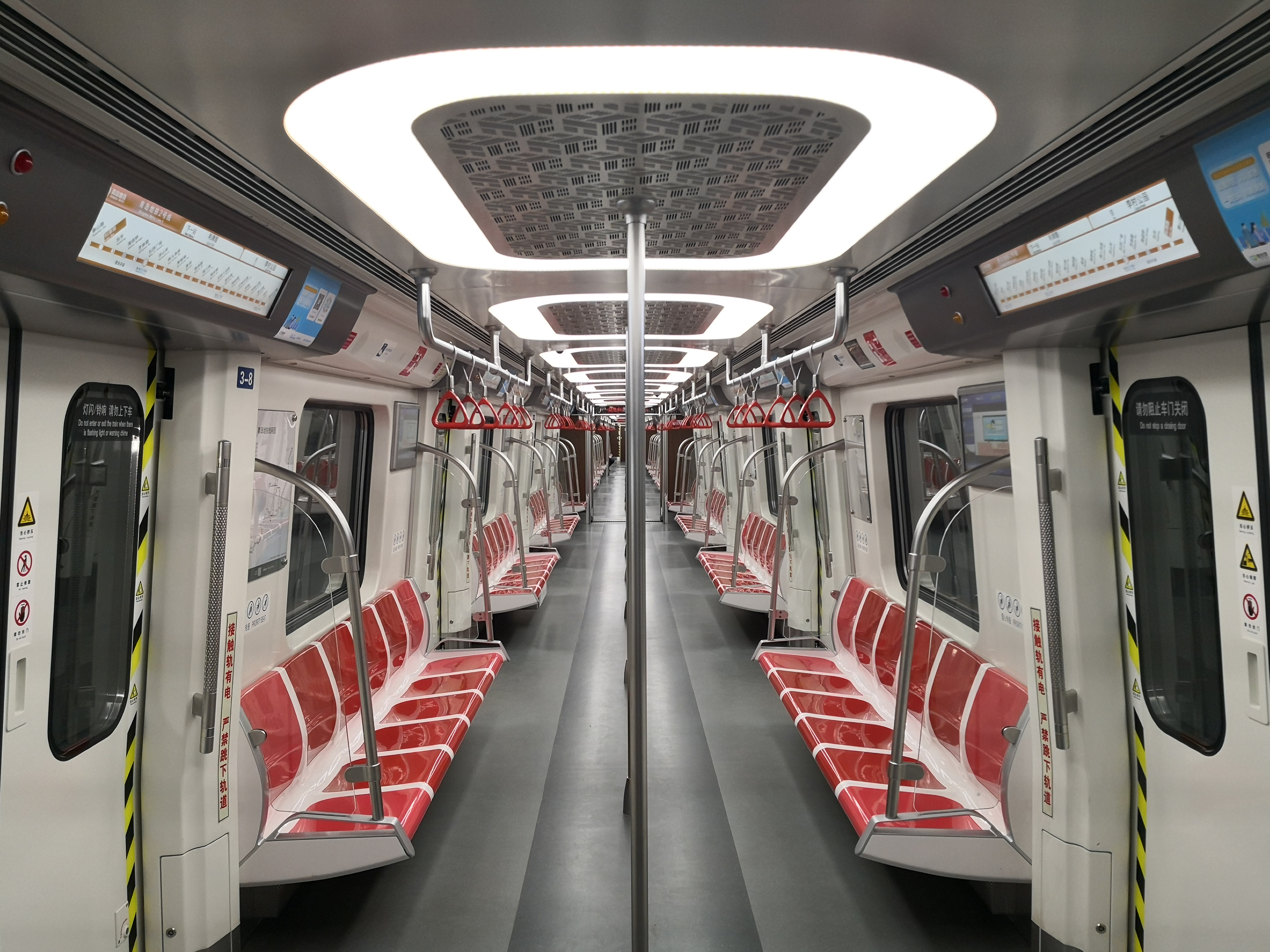
青岛地铁2号线车厢内部

列车采用B1型车，4动2拖6辆编组（+Tc1-M1-M2+M3-M4-Tc2+），设计构造速度90 km/h，正线最高运行速度80 km/h；坐席248个，定员载客量为1484人，超员载客量为1896人。全线共配置车辆25列，首两列车（0201和0202）于2017年2月28日、末列车于11月30日由中车青岛四方机车车辆股份有限公司运抵车辆基地。
列车总长118.37 m，为免涂装激光焊接不锈钢鼓形车体，使用寿命约30年，每节车厢有4对双开外塞拉式车门（净开宽度1.3 m、高度1.86 m）、4对无楣窗封闭式车窗。车辆客室内部装饰为白色车身、灰色地板布，端墙为木纹装饰效果。吊环为线路标志色深红色，座椅为白色边缘内嵌深红色设计，扶手杆为钢灰色。整车执行BS 6853《载客列车设计与构造防火通用规范》，车厢地板结构和司机室端墙的耐火时间都超过20分钟。客室配备的变频空调内部配有空气净化装置，顶部的照明灯采用LED环形灯。客室内有广播系统和乘客信息显示系统，每节车厢内安装液晶显示器，通过无线网络可以实时播放各频道视频节目。车门上方的液晶动态电子线路图可以实时显示车辆到站等信息。
列车为DC 1500 V第三轨供电，另可由动力电池牵引超过300米，采用VVVF交流电传动。整车网络控制系统采用冗余结构的列车总线和车辆总线，符合IEC 61375《铁路电子设备 列车通信网络》标准。

## 沿革
2012年8月16日，国家发改委批复了《青岛地铁2号线一期工程可行性研究报告》。11月2日，工程在辽阳东路站施工现场开工建设。2016年12月21日，2号线一期工程左线隧道贯通；2017年1月5日，右线隧道贯通。3月28日，2号线一期工程东段（李村公园站至芝泉路站区间）实现轨道贯通；4月28日，供电系统送电成功，实现“电通”；5月11日，通信传输、专用无线和公务电话系统完成调试，实现“通信通”；8月21日，开始空载试运行；11月11日，民用通信开通使用；11月15日，经评审，2号线东段已具备试运营基本条件；12月3日至5日开展市民试乘体验活动，10日开通试运营。2019年12月16日2号线一期工程全线（不含海信桥站）开通试运营。
2021年12月8日，一期工程获得中国施工企业管理协会评选的2020-2021年度国家优质工程奖金奖。
2023年8月15日，青岛地铁2号线二期工程首台盾构始发。

## 上蓋發展
2號線是青島地鐵首條設鐵路上蓋項目的鐵路，而首個項目位於遼陽東路车辆基地上蓋，於2016年12月成功勾出，並以拍賣形式將項目授予青島地鐵集團。在本項目中，除了私人發展部分外，亦需要建造一定比例的人才公寓。

## 备注
1. ↑  钢铝复合接触轨供电，走行轨回流
2. ↑  在建车站站名为工程暂用名
3. ↑  换乘站不包括换乘其他线路的站台部分
4. ↑  由于配套工程未完成，暂不开放。
5. ↑   註: